# Вибори голови Консервативної партії Великої Британії (2016)
Вибори керівництва Консервативної партії 2016 року відбулися в результаті відставки прем'єр-міністра Девіда Кемерона з посади лідера партії. Він пішов у відставку після того як на референдумі щодо членства Великої Британії в ЄС голосування склали 51,9 % за вихід з ЄС та 48,1 % проти виходу з ЄС при явці 72,2 %. Кемерон, який підтримував членство Великої Британії в ЄС, оголосив про свою відставку 24 червня, заявивши, що він піде у відставку до жовтня. Тереза Мей виграла вибори 11 липня 2016 року після того, як Андреа Ледсом відмовилася від участі в конкурсі, і вона залишилася єдиним кандидатом.
Якби не зняття кандидатури Ледсом, члени Консервативної партії вперше обрали нового прем'єр-міністра прямим голосуванням.

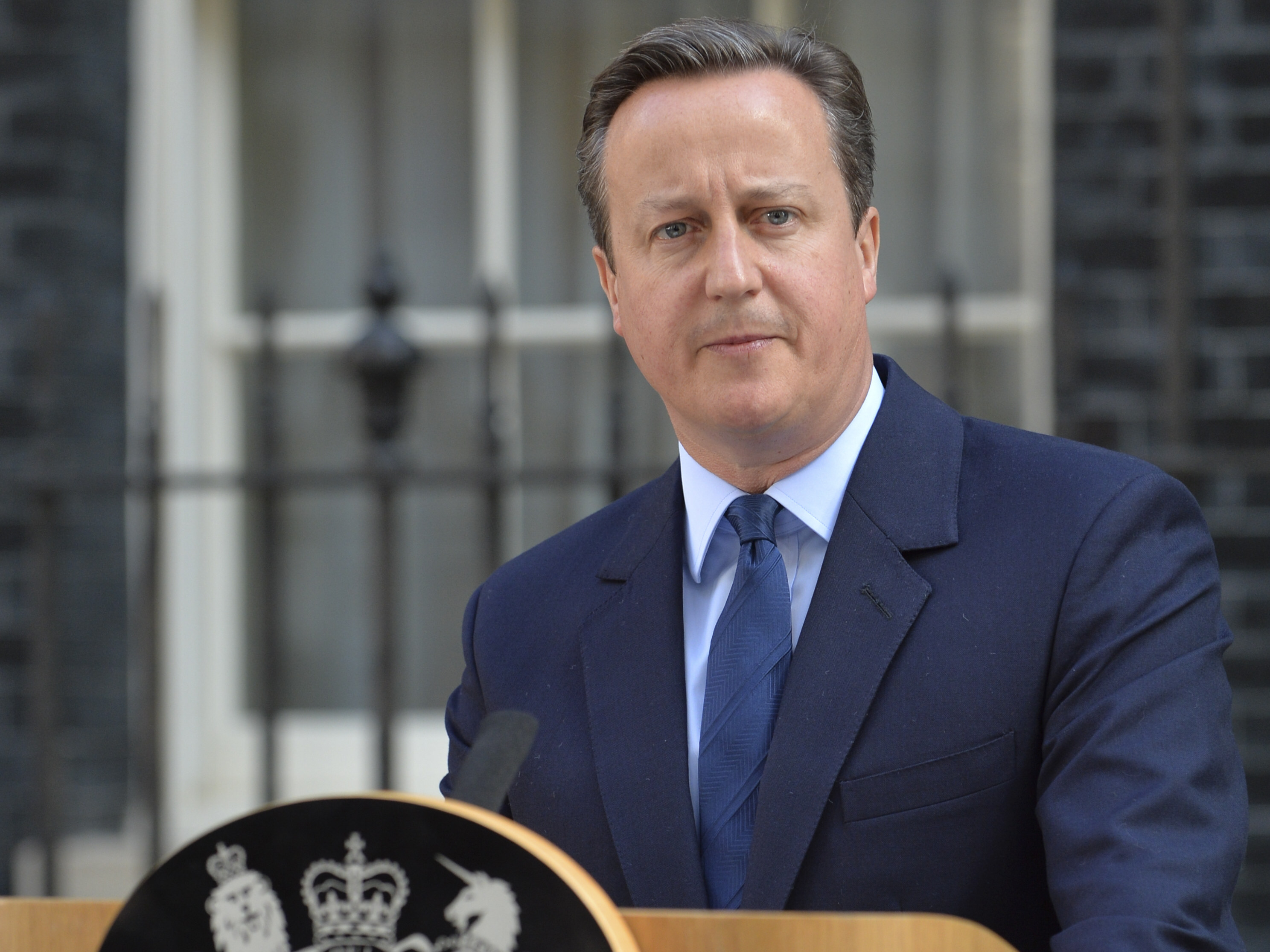
Кемерон оголошує про свою відставку біля Даунінг-стріт 10, 24 червня

## Передумови
Під час передвиборної кампанії 2015 року Девід Кемерон, тодішній лідер Консервативної партії та прем'єр-міністр, оголосив, що не балотуватиметься на третій термін, тому очікувалося, що він піде у відставку до наступних загальних виборів, які на той час мали відбутися у 2020 році.
У 2016 році Кемерон та Консервативна партія представили закон про референдум щодо членства Великої Британії в ЄС, який відбувся 23 червня 2016 року. Кемерон і його уряд підтримували ідею залишитися членом Європейського Союзу, хоча Консервативна партія була офіційно нейтральною в кампанії, і багато консервативних політиків, у тому числі деякі члени кабінету міністрів, агітували за вихід. Під час кампанії ходили чутки, чи Кемерон піде у відставку у разі перемоги брекзиту, але в день референдуму консерватори, які підтримують брекзит, закликали його залишитися незалежно від результату.
Вранці 24 червня 2016 року було оголошено про перемогу брекзиту, і незабаром після цього Кемерон оголосив, що йде у відставку. Він сказав, що залишиться на своїй посаді, поки йдуть вибори керівництва, а новий лідер має бути обраний на партійній конференції у жовтні. Однак те, як розвивалися події, призвело до його відставки набагато раніше.
За припущеннями ЗМІ, фаворитами 29 червня були Борис Джонсон (який голосував за вихід) та Тереза Мей (яка голосувала за збереження членства), причому Джонсон був найбільшим фаворитом.  Очікувалося, що кандидатура Джонсона буде підтримана Майклом Гоувом, вони разом працювали над виходом із ЄС на референдумі, а також Андреа Ледсом. 
Гоув, якого раніше вважали ключовим союзником кампанії Джонсона, оголосив про свою кандидатуру за три години до закриття висування кандидатур, заявивши, що він неохоче дійшов висновку, що Джонсон не може «забезпечити лідерство або створити команду для виконання майбутнього завдання». Згодом Джонсон відмовився від участі в перегонах за лідерство. The Telegraph заявила, що дії Гоува щодо підриву прагнення Джонсона до лідерства є «найвидовищнішим політичним вбивством покоління». Деякі з союзників Джонсона згодом почали перемикати свою підтримку на Мей, тому що вони побачили «систематичну змову» Гоува з метою зняти їхнього кандидата з перегонів. 
Гоув посів третє місце в гонці за лідерство серед членів парламенту від консерваторів і не зміг пройти у фінальний етап виборів.

## Загальні результати
| Кандидати                                         | Перше голосування: 5 липня 2016 | Перше голосування: 5 липня 2016 | Друге голосування: 7 липня 2016 | Друге голосування: 7 липня 2016 | Третє голосування: Скасовано | Третє голосування: Скасовано |
| Кандидати                                         | Голосування                     | %                               | Голосування                     | %                               | Голосування                  | %                            |
| ------------------------------------------------- | ------------------------------- | ------------------------------- | ------------------------------- | ------------------------------- | ---------------------------- | ---------------------------- |
| Тереза Мей                                        | 165                             | 50.2                            | 199                             | 60.5                            | Не зустрічала опору          | Не зустрічала опору          |
| Андреа Ледсом                                     | 66                              | 20.1                            | 84                              | 25.5                            | Зняла кандидатуру            | Зняла кандидатуру            |
| Майкл Гоув                                        | 48                              | 14.6                            | 46                              | 14.0                            | Вибув                        | Вибув                        |
| Стівен Кребб                                      | 34                              | 10.3                            | Вибув                           | Вибув                           | Вибув                        | Вибув                        |
| Ліам Фокс                                         | 16                              | 4.9                             | Вибув                           | Вибув                           | Вибув                        | Вибув                        |
| Тереза Мей перемогла у фінальному етапі без опору |                                 |                                 |                                 |                                 |                              |                              |

У першому та другому турах голосування утримався лише прем'єр-міністр Девід Кемерон.